# فرودگاه فالکون‌هد
فرودگاه فالکون‌هد (به انگلیسی: Falconhead Airport) یک فرودگاه همگانی بهره‌برداری هوایی است که یک باند فرود آسفالت دارد و طول باند آن 1341 متر است. این فرودگاه در کشور ایالات متحده آمریکا قرار دارد و در ارتفاع 210 متری از سطح دریا واقع شده است.